# Punktkontaktdiode
En punktkontaktdiode fungerer på samme måde som de i dag mere udbredte mikrochip-baserede dioder, men punktkontaktdioders opbygning er simplere. En brik af n-type halvleder laves (n-doteret germanium), og en elektrisk ledende skarp punktkontakt laves med et hovedgruppe-3 metal, som placeres i kontakt med halvlederbrikken. Noget metal migreres ind i halvlederen for at lave et lille område af p-type halvleder nær kontakten, ved hjælp af en kort elektrisk impuls (eng. electroforming).
Der findes mange punktkontaktdioder – for at nævne nogle: 1N60, 1N34, OA81, OA79, AA119, AA143.

Det karakteristiske for dem er, at de har en lille parasitisk kondensatorvirkning over sig – og kan kun tåle en lav strøm gennem sig.
Den lille kondensatorvirkning gør dem egnet til højfrekvensdetektorer – og det er også af samme årsag man finder dem i ældre udstyr helt op til 1980'erne i radiomodtagere både i FM- og AM-detektorer. Af samme grund anvendes de også i analoge multimetre, som kan måle vekselspænding og vekselstrøm.
Nogle punktkontaktdioder er egnet til høje frekvenser på f.eks. 10GHz (radar) og disse punktkontaktdioder blev anvendt i hvert fald til 1970'erne.